# Wolgan Valley
Wolgan Valley är en dal i Australien. Den ligger i kommunen Lithgow och delstaten New South Wales, i den sydöstra delen av landet, omkring 120 kilometer nordväst om delstatshuvudstaden Sydney.
I omgivningarna runt Wolgan Valley växer i huvudsak städsegrön lövskog. Runt Wolgan Valley är det mycket glesbefolkat, med 6 invånare per kvadratkilometer. Genomsnittlig årsnederbörd är 1 098 millimeter. Den regnigaste månaden är februari, med i genomsnitt 212 mm nederbörd, och den torraste är juli, med 27 mm nederbörd.